# 코스탄차 1세
시칠리아의 코스탄차 1세(이탈리아어: Costanza I di Sicilia, 시칠리아어: Custanza di Sicilia, 1154년 – 1198년)는 노르만 계열 시칠리아 왕조의 마지막 후계자로 신성 로마 제국의 하인리히 6세와 결혼하였다. 1194년부터 1198년까지 시칠리아의 여왕으로 남편인 하인리히 6세와 공동으로 시칠리아 왕국을 다스렸다. 1197년 남편이 사망하자 1198년부터는 자신의 아들 피디리쿠 1세와 공동으로 다스렸다.

## 같이 보기
- 시칠리아의 군주
- 프리드리히 2세 - 코스탄차의 아들

| 전임 구기에르무 3세 | 시칠리아 여왕 1194년 - 1198년 | 후임 피디리쿠 1세 |